# Čáslav
Čáslav (pronuncia: ˈtʃaːslaf; in tedesco Tschaslau) è una città della Repubblica Ceca facente parte del distretto di Kutná Hora, in Boemia Centrale.